# Indulis Emsis
Indulis Emsis (Salacgrīva, 2 gennaio 1952) è un politico lettone.
È stato Primo ministro della Lettonia dal marzo 2004 al dicembre dello stesso anno, il primo rappresentante dei Verdi a ricoprire questo incarico nel Paese.
Dal novembre 2006 al settembre 2007 è stato Presidente del Saeima, il Parlamento lettone.
Inoltre ha ricoperto il ruolo di Ministro dell'ambiente.